# Siergiej Swiridow

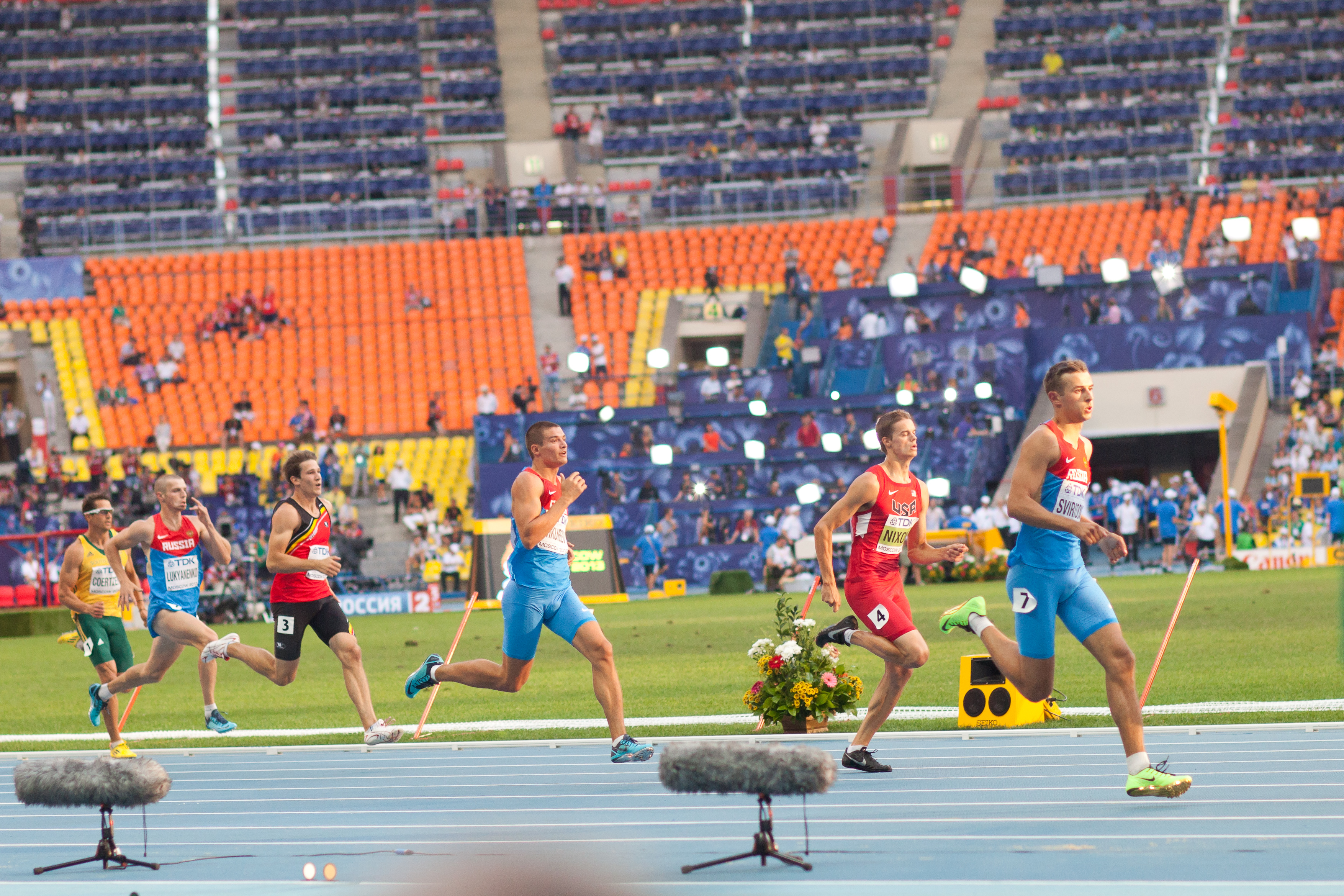
MŚ 2013

Siergiej Swiridow, ros. Сергей Свиридов (ur. 20 października 1990 w Jekaterynburgu) – rosyjski lekkoatleta, wieloboista.
Uczestnik dziesięcioboju na igrzyskach olimpijskich 2012 oraz mistrzostwach świata 2013.

## Osiągnięcia
| Rok  | Impreza              | Miejsce | Konkurencja   | Lokata      | Wynik     |
| ---- | -------------------- | ------- | ------------- | ----------- | --------- |
| 2012 | Igrzyska olimpijskie | Londyn  | dziesięciobój | 8. miejsce  | 8219 pkt. |
| 2013 | Mistrzostwach świata | Moskwa  | dziesięciobój | 20. miejsce | 7843 pkt. |
| 2014 | Mistrzostwa Europy   | Zurych  | dziesięciobój | –           | DNF       |

## Rekordy życiowe
- dziesięciobój lekkoatletyczny – 8365 pkt. (2012)
- siedmiobój lekkoatletyczny (hala) – 5855 pkt. (2012)